# Ilha das Caieiras

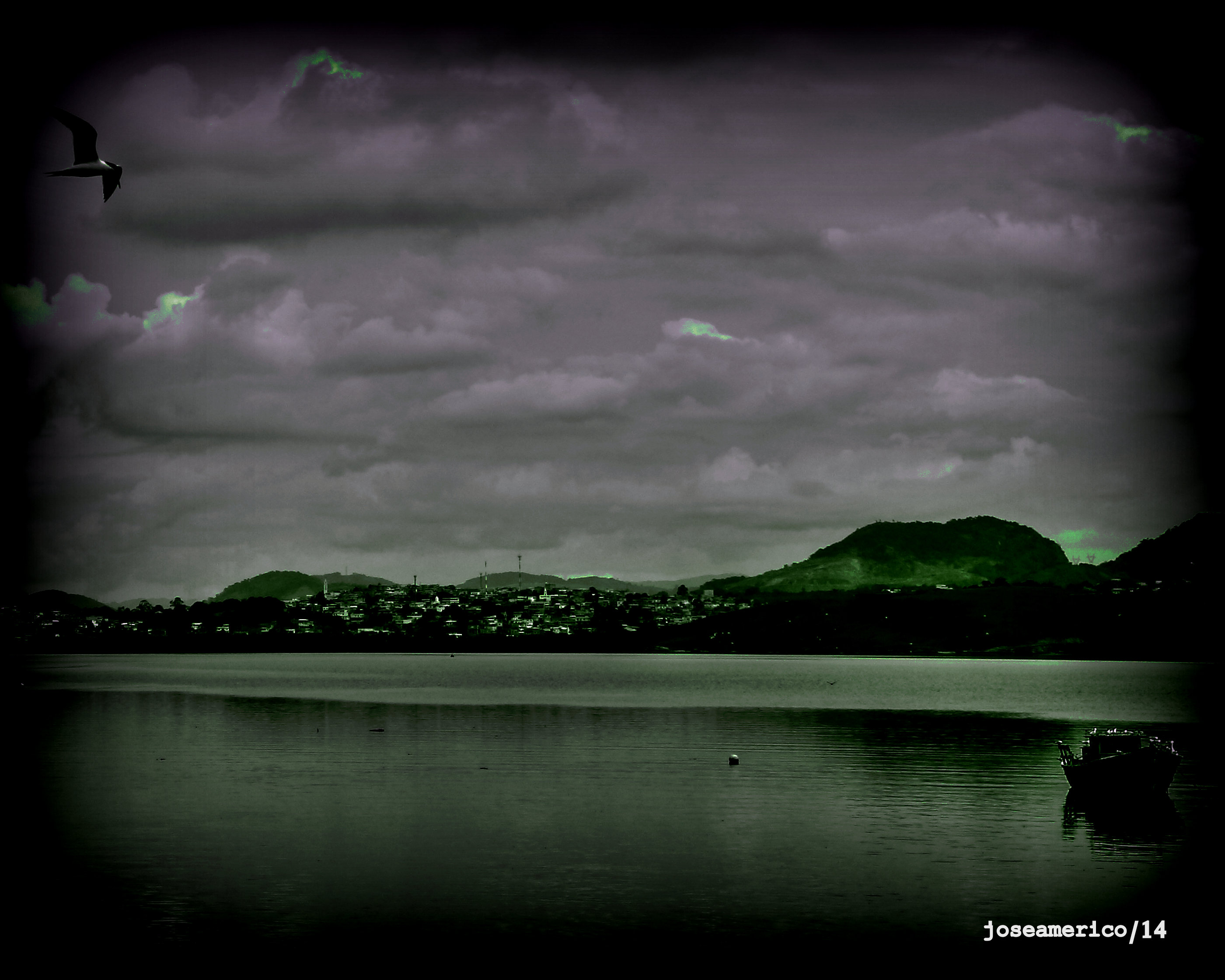
Ilha das Caieiras

La Isla de las Caieiras (en español: Isla de las Caieiras), es un barrio de la región de la Grande São Pedro, en Vitória. Tuvo origen con el primero donatario de la capitanía del Espíritu Santo, Vasco Fernandes Coutinho, durante la colonización del estado. En este periodo, la isla fue centro de movimiento comercial para desembarque de mercancías advenidas del interior.
El nombre Ilha das Caieiras tiene su historia íntimamente conectada a la producción artesanal cal de ostras allí instalada por el portugués José Leemos de Miranda. Todos se referían a la isla como de las Caieiras, o sea, aquella que posee caieira o fábrica de cal.

La fábrica fue responsable por el gran número de personas que para allá se dirigió en el inicio del siglo XX. Las ostras eran catadas, lavadas y jugadas en un gran horno. Una capa de leña, una capa de ostras. Cada pareja de capas era separada por chapas de hierro perforadas para garantizar la oxigenación y la quema. Después de tres días de fuego, las ostras quemadas eran retiradas aún calientes y con pequeños carros, jugadas sobre uno piso liso. Sobre ellas era lanzada gran cantidad de agua. En el enfriamiento ellas eran quebradas con palas, y después cribadas. Estaba lista la cal. En sacas era llevada por canoas para el puerto de Vitória. Esta actividad duró más de 40 años.
- Datos: Q10301120
- Multimedia: Ilha das Caieiras / Q10301120